# Ge (Einheit)
Ge war ein deutsches Volumen- und Flüssigkeitsmaß in Augsburg und ein Längenmaß  in Vorderindien.

## Volumen- und Flüssigkeitsmaß
- 1 Ge = 2 Muids/Mütt = 12 Besons = 144 Maß = etwa  153,9 Liter
- 1 Fuder = 8 Ge

## Längenmaß
Ge war auch ein Längenmaß im Norden Vorderindiens.
- 1 Ge = 35 Leipziger Ellen[1] [etwa 19,81 Meter (0,566 Meter mal 35)]